# Czterdzieści słów rozpaczy
Czterdzieści słów rozpaczy (ang. Forty Words For Sorrow) – powieść kryminalna kanadyjskiego pisarza Gilesa Blunta, opublikowana w 2000 r. Jest to pierwsza powieść z pięcioczęściowego cyklu, w którym głównymi bohaterami są John Cardinal oraz Lisa Delorme. Powieść została w 2001 r. wyróżniona nagrodą Srebrnego Sztyletu przyznawaną za najlepszą powieść kryminalną.

## Treść
John Cardinal, policjant pracujący w niewielkim kanadyjskim miasteczku Algonquin Bay podejmuje śledztwo w sprawie odnalezionych przypadkiem zwłok dziewczynki, która zaginęła kilka miesięcy wcześniej. Nie wie, że i przeciw niemu toczy się śledztwo prowadzone przez wydział wewnętrzny, który podejrzewa, iż Cardinal współpracuje z przestępcami. Cardinal tymczasem próbuje powiązać zaginięcie dziewczynki, z innymi zniknięciami, do których doszło w ostatnim czasie w Algonquin Bay.